# Afronycteris
Afronycteris (Monadjem, Patterson & Demos, 2021) è un genere di pipistrelli della famiglia dei Vespertilionidi.

## Descrizione

### Dimensioni
Al genere Afronycteris appartengono pipistrelli di piccole dimensioni, con lunghezza totale tra 60 e 84 mm, la lunghezza dell'avambraccio tra 25 e 35 mm, la lunghezza della coda tra 24 e 40 mm e un peso fino a 6,5 g.

### Caratteristiche craniche e dentarie
Il cranio è distintamente bombato e appiattito lateralmente. L'incisivo superiore esterno è ben sviluppato e quasi della stessa lunga di quello più interno.  L'osso penico presenta due lobi appaiati alla base, il tronco cilindrico lievemente curvato e la punta spatolata.
Sono caratterizzati dalla seguente formula dentaria:

### Aspetto
I peli della pelliccia sono distintamente bicolori sia dorsalmente che ventralmente. Le orecchie sono triangolari e con l'estremità arrotondata, il trago è caratteristicamente a forma di ascia con il margine posteriore avente un brusco angolo e privo dell'incavo alla base. É presente un cuscinetto alla base del pollice.

## Distribuzione
Il genere è diffuso nell'Africa subsahariana.

## Tassonomia
Il genere comprende 2 specie:
- Afronycteris helios
- Afronycteris nanus